# Born Pink
Born Pink é o segundo álbum de estúdio do girl group sul-coreano Blackpink, lançado em 16 de setembro de 2022 pela YG Entertainment e Interscope Records. É o primeiro projeto do grupo após dois anos, sendo o sucessor de The Album e precedido pelos trabalhos solos das integrantes Rosé e Lisa. Assim como o anterior, Born Pink conta com oito faixas que apresentam uma variedade de gêneros musicais, sendo o foco no pop, hip hop e dance-pop com letras que abordam temas de amor, auto-confiança e empoderamento feminino  –  explorando também a versatilidade e individualidade do estilo de cada integrante, justificando o título do álbum.
O primeiro single de Born Pink, intitulado "Pink Venom", foi lançado em 19 de agosto de 2022 e obteve sucesso mundialmente ao estrear no primeiro lugar da parada global do Spotify, sendo a primeira canção de um grupo feminino e a primeira música em coreano a atingir o feito. Também alcançou a primeira posição na Billboard Global 200 e charteou no top trinta nos charts oficiais de diversos países, como os Estados Unidos e o Reino Unido. O projeto também foi apoiado pelo lançamento do segundo single, "Shut Down", e do single promocional "Ready For Love", que foi lançado em 29 de julho de 2022 para o jogo eletrônico PUBG Mobile.
O álbum recebeu avaliações positivas dos críticos musicais e obteve sucesso em vendas, sendo o primeiro álbum de um girl group a debutar em primeiro lugar na Billboard 200 dos Estados Unidos após quatorze anos, além de quebrar recordes na Coréia do Sul para um grupo feminino. Para promover o projeto, uma turnê mundial intitulada Born Pink World Tour foi anunciada e começou em 15 de outubro de 2022 em Seul.

## Antecedentes
Em 7 de março de 2022, Jennie apareceu no programa de variedades The Game Caterers em um episódio centrado em artistas da YG, onde revelou que o grupo estava trabalhando em um novo retorno, explicando que "Blackpink também está voltando em breve, eu não  sei se tenho permissão para dizer isso, mas como sou a único membro do Blackpink aqui, vou apenas dizer: por favor, esperem por isso".
Em 6 de julho de 2022, a YG Entertainment anunciou que o Blackpink estava finalizando a gravação de seu novo álbum e se preparando para gravar um videoclipe em meados de julho para lançamento em agosto. A gravadora também confirmou que o grupo embarcaria na maior turnê mundial de um grupo feminino de K-pop da história. Em 31 de julho de 2022, a YG Entertainment lançou oficialmente o vídeo do trailer do álbum através das contas oficiais de mídia social do grupo, anunciando que a turnê mundial começaria em outubro, após um single de pré-lançamento em agosto e o próprio álbum em setembro. A gravadora mais tarde confirmou que dois videoclipes foram filmados para apoiar o álbum, supostamente com os maiores orçamentos de produção que já investiram em um videoclipe. Em 7 de agosto de 2022, foi anunciado que o single de pré-lançamento do álbum seria intitulado "Pink Venom" e lançado em 19 de agosto.

## Gravação e desenvolvimento
Em uma entrevista à Rolling Stone publicada em 23 de maio de 2022, Blackpink afirmou que "elas estavam trabalhando duro na preparação do álbum e que estavam prontas para voltar ao ritmo das coisas".  O produtor musical Ryan Tedder, que trabalhou pela última vez com Blackpink em seu primeiro álbum de estúdio, confirmou em uma entrevista ao Good Morning America que ele escreveu músicas com as integrantes Jennie e Rosé para o próximo álbum.

Acho que uma ou duas das minhas músicas entraram no álbum pelo que me disseram, e as coisas que fiz com elas, posso dizer que é muito fiel ao som delas. Elas escreveram, então era praticamente eu apoiando elas e suas ideias.— Ryan Tedder no processo de composição do álbum Good Morning America
Em relação ao processo criativo e ao estilo das músicas, a YG Entertainment afirmou que "muita música do estilo Blackpink foi concluída com muito esforço por um longo período de tempo", acrescentando que "o novo álbum deve incluir várias faixas que "apresentam o estilo de música da banda que os membros trabalharam por muito tempo". A gravadora explicou ainda que o título do álbum Born Pink "retrata a confiança e auto-estima do Blackpink por ter nascido diferente" e que o álbum faz jus à reputação e "presença incomparável" do grupo.

## Composição

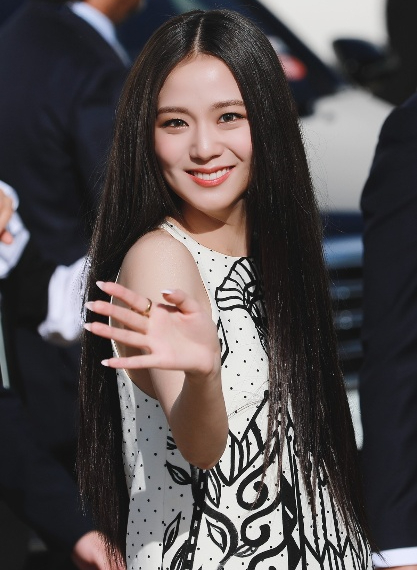
Jisoo at Dior SS22 Fashion Show in Paris

Born Pink é um álbum de oito faixas que apresenta vários gêneros, como pop, dance-pop, hip hop, disco, balada e pop rock.
O projeto abre com sua faixa de pré-lançamento, "Pink Venom", uma canção baseada em hip hop que mistura elementos de instrumentos tradicionais coreanos com EDM e pop-rap. Liricamente, apresenta temas de auto-confiança e sensualidade, assim como o desejo de estar no controle de uma relação. "Shut Down" inclui uma interpolação da composição clássica "La campanella", originalmente de Niccolò Paganini, misturada com ganchos de hip hop. A letra enaltece o crescente status do grupo como ícones internacionais, e o video presta homenagem à diversos cenários e looks marcantes da carreira do Blackpink. A colaboradora de longa data do grupo, Bekuh Boom, é a compositora da terceira faixa "Typa Girl". Uma marcante canção de hip hop que enaltece a auto-confiança feminina com temas sobre "ser a garota que todos querem, mas poucos conseguem ter". As integrantes Jisoo e Rosé participaram do processo de composição da quarta faixa "Yeah Yeah Yeah". Uma música dance-pop que usa um sintetizador retrô em seu arranjo, enquanto sua produção remete aos primeiros trabalhos do grupo. Liricamente, é sobre o sentimento confuso, mas acelerado, quando "você se apaixona por alguém completamente inesperado".
"Hard to Love" é uma canção interpretada por Rosé, sendo a primeira vez que um álbum do grupo inclui um solo de alguma integrante em sua tracklist. A faixa pop rock apresenta uma potente guitarra e sintetizadores vintage em seu refrão, que remetem à uma "irresistível produção disco". Liricamente aborda sobre ter "dificuldade de permitir ser amada e estragar tudo" quando as coisas começam a dar certo. Foi descrita por alguns críticos como um dos pontos de destaque de Born Pink. Teddy Sinclair contribuiu para a sexta faixa "The Happiest Girl" com seu marido Willy Sinclair. É uma tocante balada no piano, descrita como "melancólica" ao abordar o desejo de ser feliz, mesmo quando se sente a falta de alguém. A sétima faixa, "Tally", é uma celebração do empoderamento feminino. Com uma letra abertamente explícita e vocais cheios de atitude, transmite a mensagem sobre ter controle de si mesma, não se render aos padrões impostos pela sociedade e fazer o que se tem vontade, incorporando um clima livre sob a forte batida pop rock. The Star observou em sua crítica que "Todas as quatro integrantes têm momentos para brilhar, infundindo um novo som no universo musical do Blackpink".
A última faixa, "Ready For Love", foi originalmente apresentada no documentário Blackpink: Light Up the Sky em 2020 e pouco tempo depois acabou sendo vazada por inteiro na internet. Após dois anos, foi lançada oficialmente como um single promocional para o PUBG Mobile, incluindo algumas alterações na produção e novos vocais, até ser também adicionada na tracklist oficial de Born Pink. De acordo com a YG Entertainment, o lançamento oficial da música se deu após a "boa recepção dos fãs com a canção por tanto tempo".

## Arte e embalagem
A edição padrão do álbum foi lançada fisicamente em três formatos diferentes, uma versão box set, um álbum kit e um disco de vinil, e foi disponibilizado para reprodução de música e download digital. A versão Box Set vem em três tipos de cores e imagens diferentes, contendo uma caixa de embalagem e um álbum de fotos de 80 páginas, uma folha de carta sanfonada, cartões fotográficos grandes em um envelope aleatório especial, cartões postais, dois filmes instantâneos e um adesivo especial. O álbum kit, que permite aos ouvintes ouvir música em seus smartphones sem um dispositivo, contém um conjunto de doze cartões de fotos, letras e papel de crédito, e um cartão polaroid aleatório. O vinil rosa é uma edição especial, com lançamento previsto para 30 de dezembro de 2022. Um quarto formato físico, chamado "digipacks", foi anunciado em 21 de agosto de 2022; eles vêm em quatro versões, uma para cada integrante, e serão lançados em 16 de setembro.
Todas as embalagens do disco foram feitas com papel certificado pelo Conselho de Manejo Florestal, papel ecologicamente correto de baixo carbono, tinta de óleo de soja e revestimento ecologicamente correto, além do disco em seu formato de kit também utilizar plástico biodegradável (PLA), e o plástico da embalagem e do saco utilizado foi feito de resina ecológica extraída do amido de milho.

## Desempenho comercial
Em 18 de agosto de 2022, a YG Entertainment confirmou que Born Pink ultrapassou 1,5 milhão de pré-encomendas em seis dias, seguido por um anúncio notificando que o álbum havia vendido mais de 2 milhões de cópias em pré-encomendas em 25 de agosto de 2022, tornando-se o primeiro álbum de um ato feminino de K-pop a atingir o marco.